# Campionato del mondo di calcio da tavolo 2004 - Categoria squadre open

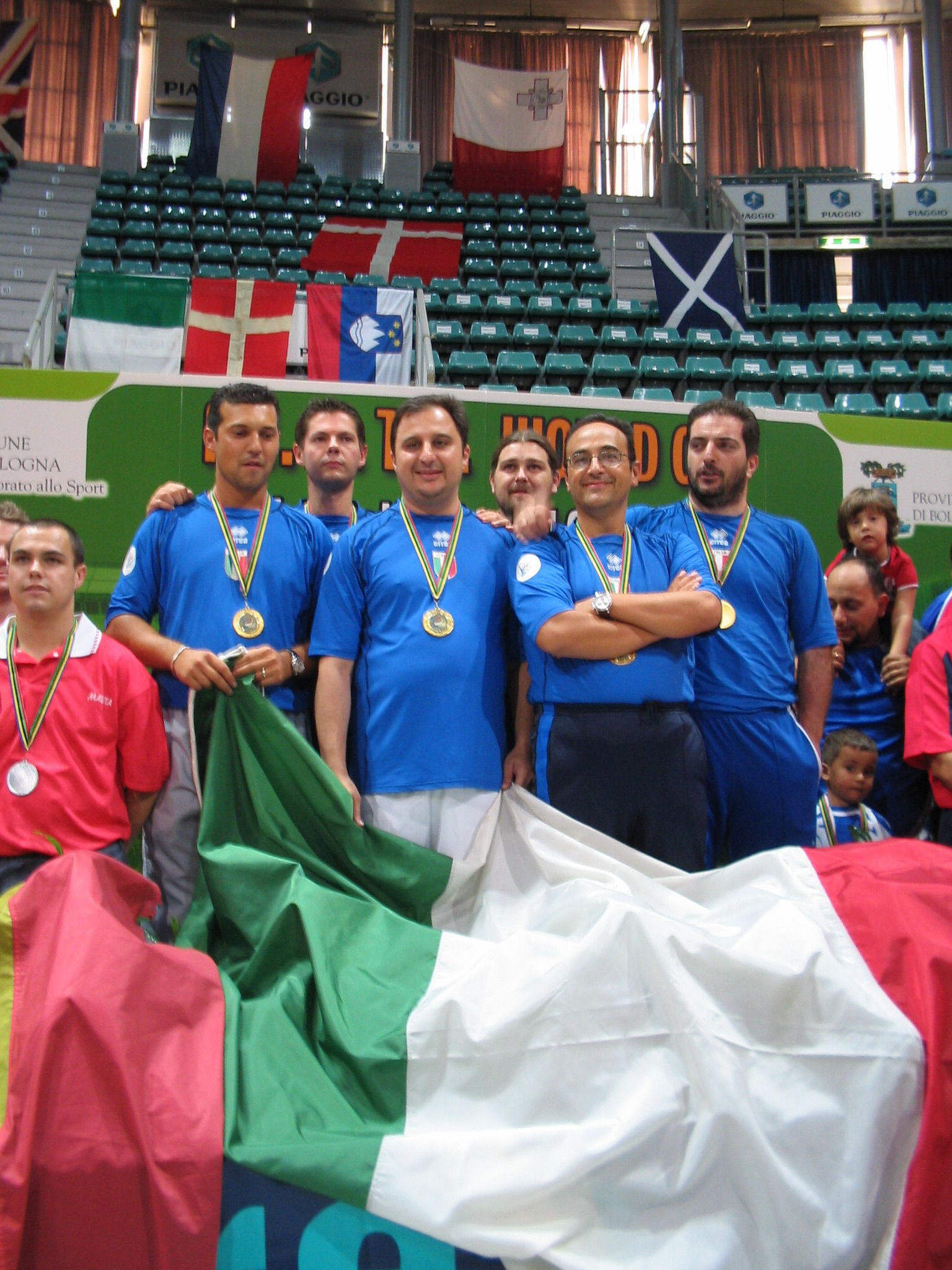
Il podio

Il Campionato del Mondo di Calcio da tavolo di Bologna in Italia.
Fasi di qualificazione ed eliminazione diretta della gara a squadre della Categoria Open (19 settembre).
Per la classifica finale vedi Classifica.
Per le qualificazioni delle altre categorie:
- squadre individuale Open
- individuale Under19
- squadre Under19
- individuale Under15
- squadre Under15
- individuale Veterans
- squadre Veterans
- individuale Femminile
- squadre Femminile

## Girone 1

### Italia-Portogallo4-0
| Stefano De Francesco                        | João Pereira    | 2-1 |
| Giancarlo Giulianini / Massimiliano Nastasi | Vasco Guimaraes | 2-1 |
| Massimo Bolognino                           | Filipe Maia     | 2-1 |
| Francesco Mattiangeli                       | Vitor Lopes     | 3-0 |

### Francia-Portogallo1-2
| Nicolas Lefebvre   | Vitor Lopes     | 2-0 |
| Nicolas Wlodarczyk | Filipe Maia     | 0-4 |
| Cédric Garnier     | Vasco Guimaraes | 0-2 |
| Hervé Klein        | João Pereira    | 1-1 |

### Italia-Francia4-0
| Francesco Mattiangeli                      | Hervé Klein        | 1-0 |
| Stefano De Francesco/ Giancarlo Giulianini | Pascal Bambino     | 6-0 |
| Massimo Bolognino                          | Nicolas Lefebvre   | 3-1 |
| Antonio Mettivieri                         | Nicolas Wlodarczyk | 1-0 |

## Girone 2

### Belgio-Spagna2-1
| Valéry Dejardin | Arturo Martínez | 1-0 |
| David Ruelle    | José Leon       | 0-0 |
| Alain Hanotiaux | Carlos Flores   | 1-4 |
| Gil Delogne     | Raul Benita     | 1-0 |

### Paesi Bassi-Spagna1-1
| Martijn Bom   | Arturo Martínez | 1-0 |
| René Bolte    | José Leon       | 2-2 |
| Eric Verhagen | Carlos Flores   | 1-1 |
| Robbert Thoen | Raul Benita     | 0-3 |

### Paesi Bassi-Belgio0-2
| René Bolte     | Valéry Dejardin | 2-2 |
| Martijn Bom    | David Ruelle    | 1-1 |
| Maikel de Haas | Gil Delogne     | 1-2 |
| Eric Verhagen  | Alain Hanotiaux | 1-3 |

## Girone 3

### Grecia-Inghilterra1-1
| Giorgos Koutis / Kostas Kechris | Chris Short                     | 1-1 |
| Chantzaras                      | Phil Redman / Shorab Jadunandan | 0-0 |
| Christos Rikos                  | Darren Clark                    | 1-2 |
| Nikos Beis                      | Bob Varney                      | 4-0 |

### Stati Uniti-Inghilterra0-4
| Mike Benkhart    | Phil Redman       | 0-7 |
| Jim Taylor       | Shorab Jadunandan | 0-4 |
| Massimo Conturso | Chris Thomas      | 1-4 |
| ff               | Adrian Curtis     | 0-3 |

### Grecia-Stati Uniti4-0
| Nikos Beis                      | Jim Taylor       | 7-0  |
| Christos Rikos / Giorgos Koutis | Mike Benkhart    | 10-1 |
| Kostas Kechris                  | Massimo Conturso | 7-2  |
| Nikos Beis                      | ff               | 3-0  |

## Girone 4

### Malta-Galles3-0
| Charles Aquilina / Samuel Bartolo | William Holliday | 8-1 |
| Mario Spiteri                     | Dave Lauder      | 1-1 |
| Joseph Mifsud                     | Martin Evans     | 4-0 |
| Hansel Mallia                     | Colin Lewis      | 7-0 |

### Austria-Germania2-0
| Manfred Pawlica  | Sandro Salice  | 7-0 |
| Erich Hinkelmann | Marcus Tilgner | 3-0 |
| Wolfgang Leitner | Wolfgang Mair  | 1-1 |
| Marcus Matzinger | Roland Popp    | 1-1 |

### Malta-Germania4-0
| Hansel Mallia    | Sandro Salice  | 3-1 |
| Charles Aquilina | Marcus Tilgner | 2-0 |
| Samuel Bartolo   | Wolfgang Mair  | 1-0 |
| Joseph Mifsud    | Roland Popp    | 4-0 |

### Austria-Galles4-0
| Wolfgang Leitner                   | William Holliday | 9-0 |
| Erich Hinkelmann                   | Dave Lauder      | 4-0 |
| Karl-Heinz Haider                  | Martin Evans     | 8-0 |
| Manfred Pawlica / Marcus Matzinger | Colin Lewis      | 4-0 |

### Malta-Austria1-2
| Hansel Mallia    | Manfred Pawlica / Karl-Heinz Haider | 6-0 |
| Charles Aquilina | Marcus Matzinger                    | 0-1 |
| Samuel Bartolo   | Erich Hinkelmann                    | 0-4 |
| Joseph Mifsud    | Wolfgang Leitner                    | 0-0 |

### Germania-Galles4-0
| Wolfgang Mair  | William Holliday | 6-0 |
| Sandro Salice  | Dave Lauder      | 4-1 |
| Thomas Wald    | Martin Evans     | 5-0 |
| Marcus Tilgner | Colin Lewis      | 6-2 |

## Quarti di finale

### Italia-Inghilterra3-0
| Massimiliano Nastasi | Bob Varney / Shorab Jadunandan | 5-2 |
| Stefano De Francesco | Chris Short                    | 3-0 |
| Massimo Bolognino    | Darren Clark                   | 2-0 |
| Antonio Mettivieri   | Phil Redman                    | 0-0 |

### Austria-Spagna1-2
| Manfred Pawlica  | José Leon       | 0-0 |
| Eric Hinkelmann  | Arturo Martínez | 0-1 |
| Wolfgang Leitner | Carlos Flores   | 1-6 |
| Markus Matzinger | Raul Benita     | 2-0 |

### Belgio-Malta4-0
| David Ruelle                      | Charles Aquilina | 2-0 |
| Vito Di Ruggiero                  | Hansel Mallia    | 1-0 |
| Gil Delogne                       | Joseph Mifsud    | 3-1 |
| Valéry Dejardin / Alain Hanotiaux | Samuel Bartolo   | 3-0 |

### Grecia-Portogallo1-1
| Skyros Hantzaras / Nikos Beis | Vitor Lopes V.  | 0-0 |
| Christos Ricos                | Vasco Guimaraes | 1-2 |
| Giorgos Koutis                | João Pereira    | 2-0 |
| Kostas Kechris                | Filipe Maia     | 1-1 |

## Semifinali

### Italia-Spagna3-0
| Giancarlo Giulianini | Raul Benita                | 1-0 |
| Massimo Bolognino    | Carlos Flores              | 3-3 |
| Stefano De Francesco | José Leon / Fernando Gómez | 1-0 |
| Massimiliano Nastasi | Arturo Martínez            | 2-0 |

### Belgio-Grecia4-0
| Alain Hanotiaux | Nikos Beis / Skyros Hantzaras | 2-0 |
| David Ruelle    | Christos Rikos                | 1-0 |
| Gil Delogne     | Giorgos Koutis                | 2-1 |
| Valéry Dejardin | Kostas Kechris                | 3-2 |

## Finale

### Italia-Belgio2-2
| Giancarlo Giulianini / Massimiliano Nastasi | Gil Delogne     | 1-0 |
| Massimo Bolognino                           | David Ruelle    | 0-1 |
| Stefano De Francesco                        | Alain Hanotiaux | 2-3 |
| Antonio Mettivieri                          | Valéry Dejardin | 2-0 |